# Goswin de Stassart
Goswin Joseph Augustin de Stassart (Mechelen, 2 september 1780 - Brussel, 10 oktober 1854) was een Belgisch liberaal politicus, lid van het Nationaal Congres.

## Levensloop
De eerste Stassart die in de adelstand werd verheven, in 1757, was geheimraad Jacques de Stassart, grootvader van Goswin. Hij verkreeg in 1791 ook nog de erfelijke baronstitel.
Baron Goswin de Stassart was de zoon van Jacques Joseph Augustin de Stassart, raadsheer bij de Grote Raad van Mechelen, en van Barbe de Maillen. Hijzelf trouwde in 1810 met Caroline Dumas de Freysac (1789-1849). Het gezin bleef kinderloos.
Hij doorliep de humaniora in het Collège Notre-Dame de la Paix in Namen en emigreerde met zijn familie naar Westfalen tijdens de revolutiejaren. Vervolgens studeerde hij rechten in Parijs. In 1804 werd hij auditeur bij de Raad van State en bij het Ministerie van Binnenlandse Zaken.
In december 1805 werd hij in Innsbruck intendant voor de streek van Tirol en Vorarlberg. Na in 1807 een zending in Luik te hebben uitgevoerd, evenals in Oost-Pruisen, werd hij vervolgens prefect in Orange (1809) en de Vaucluse (1810). In 1809 werd hij chevalier de l'Empire en in 1810 baron de l'Empire. In 1811 werd hij prefect van het departement Monden van de Maas. Na de terugkeer van Napoleon uit Elba nam hij weer dienst en werd hij in de Raad van State benoemd. Na Waterloo trok hij zich terug op zijn kasteel van Corioule en wijdde zich aan studie en literatuur. Hij werd al in 1816 opgenomen in de ridderschap van de Nederlandse provincie Namen, wat herstel van zijn adellijke status betekende, met inbegrip van de baronstitel. Hij werd genoteerd onder de naam 'De Stassart de Corioul'.
In 1821 hernam hij publieke activiteit, toen hij tot lid van de Tweede Kamer der Staten-Generaal werd verkozen. Zijn oppositie tegen het regime groeide, zodat hij ontslag moest nemen en zich een tijdje in Givet ging schuil houden. Begin oktober 1830 leidde hij een delegatie Namenaars die aan Willem I grieven ging voorleggen in Den Haag.
Terug in Brussel werd hij tot voorzitter benoemd van het door het Voorlopig Bewind opgericht comité voor Binnenlandse Zaken en tevens tot gouverneur van Namen.

## Koninkrijk België
Einde oktober 1830 werd hij tot lid van het Nationaal Congres verkozen voor het arrondissement Namen. Op de korte tijd van zijn deelname (november 1830 - begin februari 1831) was hij, met een veertigtal meestal korte tussenkomsten in de openbare zittingen, een van de actieve en gezaghebbende leden.
Hij stemde uiteraard voor de onafhankelijkheidsverklaring en voor de eeuwige uitsluiting van de familie Oranje-Nassau. Stassart was in principe voorstander van een grote toenadering, zo niet fusie met Frankrijk, maar zag snel de onmogelijkheid hiervan in. Toen de eerste stemronden plaatsvonden voor een kandidaat-koning, leek het niet abnormaal dat deze in zijn hart bonapartist gebleven Belg, aanvankelijk voor de kleinzoon van Joséphine de Beauharnais stemde, de hertog van Leuchtenberg, een kandidatuur die hij actief aangemoedigd had. In de tweede ronde stemde hij dan voor de hertog van Nemours. Na deze stemming evolueerde het wellicht niet zoals hij had verhoopt, en hij nam ontslag uit het Nationaal Congres.
In 1831 werd hij tot senator verkozen en werd hij tot in 1837 de eerste voorzitter van deze "Hoge Vergadering", waarvan hij tot in 1847 lid bleef. Hij zat tevens de commissie voor die de provinciewet en gemeentewet voorbereidde. Hij werd in 1834 ook gouverneur van Brabant. Daarnaast was hij ook gemeenteraadslid van Brussel.
In 1840 volbracht hij als gevolmachtigd minister een zending bij de koning van Sardinië-Piëmont.

## Vrijmetselaar

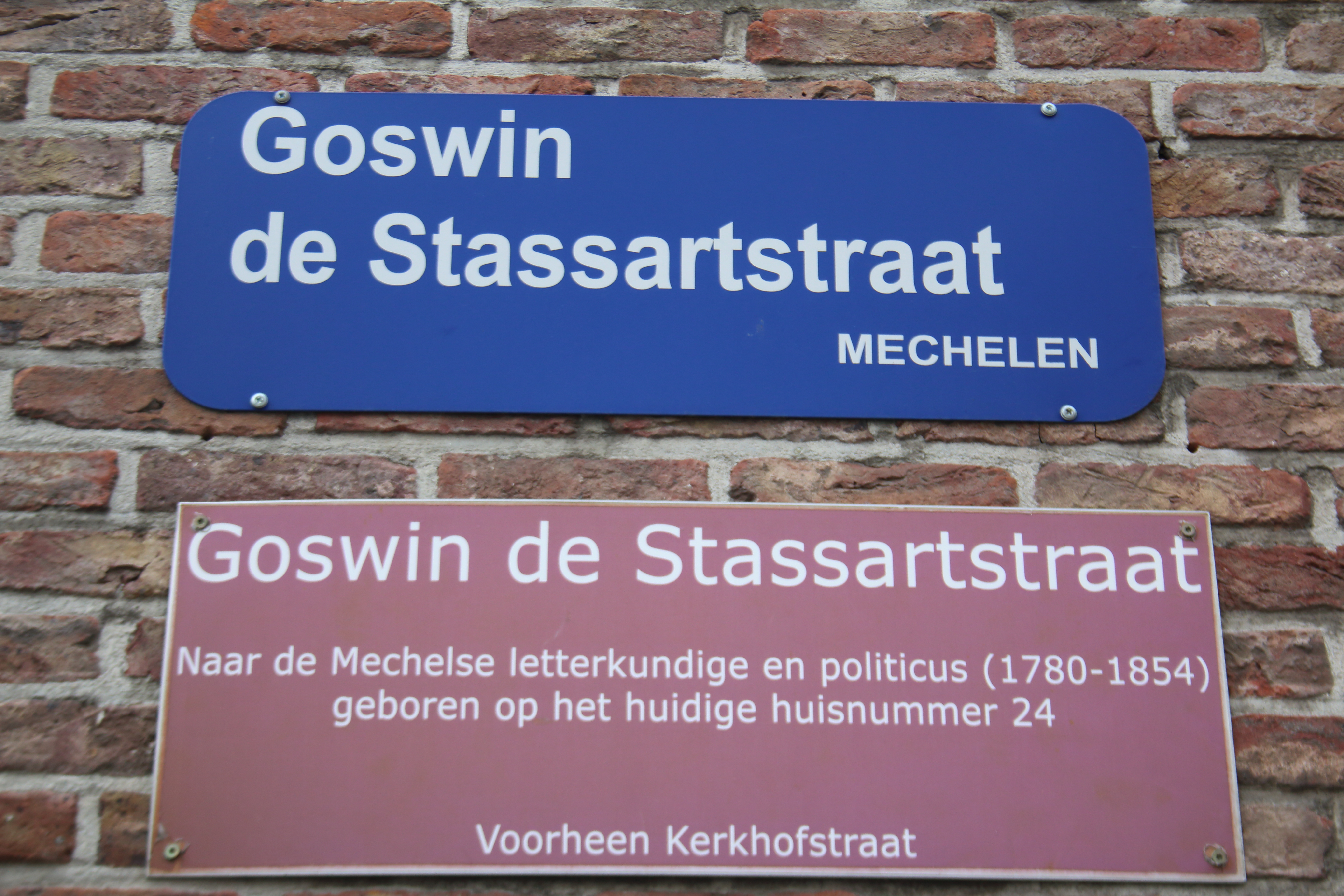
Goswin de Stassartstraat in Mechelen

De Stassart was in 1804 in Parijs ingewijd in de vrijmetselaarsloge Les Elus de la Parfaite Intimité. In 1812 was hij in Den Haag medestichter van Le Berceau du Roi de Rome, waar hij achtbare meester van werd en de graad van rozenkruiser ontving. Toen de loges in Nederland in hoge mate tegen hun zin verplicht moesten aansluiten bij de Grand Orient de France, trad hij op als bemiddelaar. Na 1815 sloot Stassart aan bij de Naamse loge La Bonne Amitié.
Hij kende na 1830 zeer goed de tendens die binnen de Belgische vrijmetselarij bestond, waarvan heel wat orangisten deel uitmaakten, om de nauwe band met het Grootoosten der Nederlanden te behouden en eventueel oorden van samenzwering te zijn. Het was de hoofdreden waarom hij aanvaardde in 1835 tot grootmeester te worden verkozen, op suggestie trouwens van Leopold I.
In 1838 werd de controverse met het episcopaat scherper, na de publicatie van zijn mandement tegen het logelidmaatschap voor katholieken. Stassart kwam in de controverse terecht en moest ontslag nemen als gouverneur van Brabant.
In 1841 nam hij ontslag als grootmeester, na conflicten met de meer radicale leden, onder de leiding van Pierre-Théodore Verhaegen, die hem opvolgde. Stassart bleef katholiek en werd met een kerkelijke dienst begraven. Hij bleef ook vrijmetselaar en was bij zijn dood, als houder van de 33ste graad, nog aangesloten bij de Opperraad voor België van de Aloude en Aangenomen Schotse Ritus.

## Historicus en schrijver
Na 1848 was de Stassart voornamelijk actief binnen de Koninklijke Academie, die hij samen met Etienne de Gerlache organiseerde en waar hij voorzitter van werd. Na zijn dood ging zijn bibliotheek naar de Academie.
De Stassart heeft veel geschreven. Zijn eerste verzen dateren van 1796. Hij heeft ongeveer alle literaire genres beoefend, in de eerste plaats de fabels, in het kielzog van Jean de la Fontaine. Verder schreef hij brieven, al dan niet in verzen ('epistels'), imitaties van Horatius, elegieën, epigrammen, sprookjes, madrigalen, liederen, dialogen, literaire kritiek enz.
Zijn historische werken behelzen onder meer 77 biografische nota's en vijf toespraken over vaderlandse geschiedenis gehouden in de Koninklijke Academie.

## Eerbetoon
In Elsene en Mechelen zijn straten naar Goswin de Stassart genoemd.

## Publicaties
- Oeuvres complètes, Paris, 1855.